# Kato Makrinou
Kato Makrinou  este un oraș în Grecia în prefectura Aetolia-Acarnania.